# Philip Levine
Philip Levine (Detroit, Míchigan, 10 de enero de 1928 - Fresno, California, 14 de febrero de 2015) fue un profesor, escritor y poeta estadounidense.

## Biografía
Estudió en la Universidad Estatal Wayne. Dictó clases durante muchos años en el campus de Fresno de la Universidad Estatal de California y Distinguished Poet in Residence del Programa de escritura creativa de la Universidad de Nueva York.
En 1995 obtuvo el Premio Pulitzer de Poesía y en 2011 fue elegido Poeta Laureado de los Estados Unidos.
Contrajo matrimonio con Patty Kanterman en 1951 hasta 1953. Después se casó con Frances Artley y estuvieron juntos hasta principios de 2015, cuando esta falleció. Philip y Frances, fueron padres de tres hijos: Mark, John y Teddy Levine.
Philip Levine, falleció el 14 de febrero de 2015 a los 87 años, a causa de un cáncer de páncreas.

## Premios
- 1995, Premio Pulitzer de Poesía, con The Simple Truth.
- 2011, Poeta laureado de los Estados Unidos.